# Genengsari, Boyolali
Genengsari är en administrativ by i Indonesien.   Den ligger i provinsen Jawa Tengah, i den västra delen av landet, 400 km öster om huvudstaden Jakarta. Genengsari ligger vid sjön Waduk Kedungombo.